# Меир (больница)
Меир (ивр. מרכז רפואי מאיר‎) — израильский государственный медицинский комплекс, расположенный в городе Кфар-Саба, седьмой по величине медицинский комплекс Израиля.

## История
Медицинский центр «Меир» в Кфар-Сабе был открыт 15 июля 1956 года в качестве больницы кассы «Клалит» для лечения туберкулеза и заболеваний дыхательной системы. Первым директором центра стал доктор Джозеф Кот. Позже в 1962 году центр Меир был превращен в общую больницу.
Больница названа в честь доктора Йозефа Меира (1890-1955), первого руководителя больничной кассы «Клалит» и директора министерства здравоохранения Израиля. 